# Fran Dominko
Fran Dominko (Franjo Dominko, Vodnjan 26. srpnja 1903. – Ljubljana, 22. veljače 1987.), jedan od najpoznatijih slovenskih i jugoslavenskih astronoma.
Kao "netalijanski" intelektualac biva proganjan pa napušta astronomski institut u Bologni 1932. godine te odlazi u Beograd gdje se privremeno zapošljava na astronomskom opservatoriju, nakon čega postaje profesor matematike i uređuje astronomsko-popularni časopis "Saturn".
Njegovo antifašističko djelovanje tijekom drugog svjetskog rata završava u partizanskim postrojbama koje djeluju na području Istre i Kvarnera.
Nakon rata vraća se na beogradsku zvjezdarnicu i pomaže u njenoj poslijeratnoj obnovi, sve do odlaska u Ljubljanu gdje 1948. godine preuzima katedru za astronomiju, i u njoj ostaje do kraja života. Njegov doprinos promicanju astronomije, na području Slovenije bio je nemjerljiv, mnoštvo predavanja u Sloveniji i Jugoslaviji, časopisi, efemeride, vođenje izgradnje profesionalne zvjezdarnice na Golovcu - AGO, inicijatora češko-jugoslavenskog projekta izgradnje zvjezdarnice na otoku Hvaru.